# Marquesado de Miraflores de San Antonio
El marquesado de Miraflores de San Antonio es un título nobiliario español, creado originalmente con la denominación de "marquesado de Miraflores" y el vizcondado previo de San Antonio de Pomasque, el 16 de marzo de 1751 por el Rey Fernando VI a favor Antonio Flores y de Vergara, natural de Ambato, en la actual provincia de Tungurahua (Ecuador).

## Historia
Debido a los crecidos gastos que había provocado la Guerra de Sucesión de Austria, la corona española designó varios títulos nobiliarios en blanco a los virreyes de tierras americanas, para que estos los vendiesen libres de impuestos y por la cantidad que estimaren conveniente al mejor postor. Es de esta manera que el ambateño Antonio Flores y de Vergara compró uno por 22.000 pesos al virrey del Perú, José Antonio Manso de Velasco, negociando para sí la denominación de marqués de Miraflores que le fue confirmada por la corona el 31 de marzo de 1751. El mayorazgo que acompañaría al marquesado fue creado ocho meses después, mediante Real Cédula emitida por el rey Fernando VI el 24 de noviembre del mismo año.
En 1810 Antonia Paula Flores de Vergara y Carrión, III marquesa de Miraflores, renunció al título en favor de su primogénito Pedro Quiñones de Cienfuegos y Flores de Vergara, a quien la corona revocó el título en 1815 debido a la fuerte militancia independentista que la familia había demostrado durante el proceso revolucionario quiteño que tuvo lugar entre 1809 y 1812, por lo que el título quedó vacante.
Posteriormente, el 28 de agosto de 1817, el rey Fernando VII creó el marquesado de Miraflores a favor de Carlos Francisco Pando y Álava, sin ninguna relación entre ambos títulos, salvo tener durante mucho tiempo la misma denominación.

### Rehabilitación y controversia
El título otorgado en 1751 se rehabilitó en 1984 en la persona de María del Pilar Salgado Tovar, siendo sustituida la denominación original por la actual de Miraflores de San Antonio el 25 de enero de 1985. La rehabilitación del marquesado se dio en favor de una figura con un entronque falso con la bisabuela del concesionario original, a pesar de existir descendientes directos de don Antonio Flores de Vergara hasta el día de hoy en las repúblicas de Ecuador y Bolivia.

## Titulares del marquesado
| Marquesado de Miraflores                | Marquesado de Miraflores                         | Marquesado de Miraflores |
| Creación por Fernando VI                | Creación por Fernando VI                         | Creación por Fernando VI |
|                                         | Titular                                          | Periodo                  |
| --------------------------------------- | ------------------------------------------------ | ------------------------ |
| I                                       | Antonio Flores y de Vergara                      | 1751-1764                |
| II                                      | Mariano Flores de Vergara y Jiménez de Cárdenas  | 1764-1810                |
| III                                     | Antonia Paula Flores de Vergara y Carrión        | 1810-1815                |
| IV                                      | Pedro de Quiñones Cienfuegos y Flores de Vergara | 1815-1815                |
| Marquesado de Miraflores de San Antonio |                                                  |                          |
| Rehabilitación por Juan Carlos I        |                                                  |                          |
|                                         | Titular                                          | Periodo                  |
| V                                       | María del Pilar Salgado Tovar                    | 1984-actual titular      |

### Sucesión
- Antonio Flores y de Vergara, I marqués de Miraflores (Ambato, 1667 - Latacunga, 1764). Coronel de milicias urbanas de la ciudad de Quito. Casó con María Jiménez de Cárdenas y, en segundas nupcias, con Margarita Carrión y Vaca; de las que tuvo respectivamente por hijos a:

1. Mariano Flores de Vergara y Jiménez de Cárdenas, que sigue,
2. José Ignacio Flores de Vergara y Jiménez de Cárdenas, y a
3. Antonia Paula Flores de Vergara y Carrión, que seguirá.

Sucedió en 1764 su hijo del primer matrimonio:
- Mariano Flores de Vergara y Jiménez de Cárdenas (Latacunga, 1731 - Quito, 1810), II marqués de Miraflores. Caballero supernumerario de la Orden de Carlos III, representante del barrio de Santa Bárbara en la Primera Junta de Gobierno Autónoma de Quito de 1809. Casó con Margarita Ignacia de Bobadilla y Carrión, sobrina de su madrastra, pero no tuvieron descendencia.

Sucedió su hermana de padre:
- Antonia Paula Flores de Vergara y Carrión (Latacunga, 1753 - Quito, 1823), III marquesa de Miraflores. Casó con el abogado Pedro de Quiñones Cienfuegos y Ortiz de Gaviria, catedrático de Prima de la Universidad Real de la Concordia de Quito, Senador para la Sala de lo Civil durante la Primera Junta de Gobierno Autónoma de Quito de 1809.

En 1810 renunció al título en favor de su primogénito:
- Pedro Mauricio de Quiñones Cienfuegos y Flores de Vergara (Quito, 1770 - Ambato, 1835), IV marqués de Miraflores. Casó con Javiera de Carrión y Valdivieso, con descendencia legítima hasta la actualidad. El título le fue revocado en 1815 debido a la militancia separatista de la familia.

Rehabilitado en 1984:
- María del Pilar Salgado Tovar, V marquesa de Miraflores, sustituida la denominación original por la de Miraflores de San Antonio. Casó con Pedro Antonio Mateos García, con descendencia legítima.